# Кабакуш
Кабаку́ш (рос. Кабакуш, башк. Ҡабыҡҡыуыш) — село у складі Стерлібашевського району Башкортостану, Росія. Адміністративний центр Кабакуської сільської ради.
Населення — 589 осіб (2010; 620 в 2002).
Національний склад:
- башкири — 98%